# Abraham de Veer
Abraham de Veer, né le 8 janvier 1767 à Curaçao et mort le 1er février 1838 à Paramaribo, est un administrateur colonial néerlandais qui sert en tant que gouverneur de Curaçao (1803–1804) ; de la Côte-de-l'Or néerlandaise (1810–1816) ; de Saint-Eustache, de Saba et Saint Martin (1817–1822); du Suriname (1822–1827).
Après avoir obtenu la responsabilité temporaire de l'île de Curaçao après la Paix d'Amiens, il refuse de collaborer avec les Britanniques lors de leur occupation en 1807 et se réinstalle aux Pays-Bas. Après avoir été nommé par Louis Bonaparte en Côte-de-l'Or néerlandaise, il est fait prisonnier par les Britanniques, puis échangé. En 1816, Herman Willem Daendels lui succède et il devient successivement gouverneur de Saint-Eustache, Saba et Saint-Martin. Puis en 1822, il prend la tête du Suriname et réorganise le gouvernement colonial sous Johannes van den Bosch. 

## Biographie
Abraham de Veer est né à Curaçao du gouverneur Johannes de Veer et de Gijsbertha Vos. Après avoir fait carrière dans le gouvernement colonial de Curaçao, il reçoit, avec Cornelis Berch, le contrôle civil temporaire de l'île après qu'elle soit restituée aux Néerlandais en raison de la paix d'Amiens. Il reprend son travail dans l'administration coloniale après l'arrivée du nouveau gouverneur Pierre-Jean Changuion.
Lorsque les Britanniques occupent de nouveau Curaçao en 1807, De Veer refuse de continuer ses fonctions sous l'occupation britannique et déménage aux Pays-Bas. Pendant son séjour aux Pays-Bas, il est nommé gouverneur de la Côte-de-l'Or néerlandaise par le roi Louis Napoléon de Hollande. Il est capturé alors qu'il se rend sur la Côte-de-l'Or par les Britanniques et est échangé contre un prisonnier britannique en 1809. Lorsqu'il arrive sur la Côte-de-l'Or au début de 1810, le siège d'Elmina commencé sous son prédécesseur Jan Frederik König n'est toujours pas levé. De Veer est installé comme commandant général le 5 mars 1810.
De Veer reste responsable de la Côte-de-l'Or jusqu'à ce qu'Herman Willem Daendels le remplace en 1816. Après son retour aux Pays-Bas, De Veer est nommé gouverneur de Saint Eustache, Saba et Saint Martin en 1817. En 1822, De Veer devient gouverneur du Suriname. Lorsque Johannes van den Bosch arrive au Suriname en avril 1828 pour réorganiser les possessions néerlandaises à l'Ouest, il ne juge pas De Veer suffisamment capable de gouverner la colonie nouvellement unie des Caraïbes néerlandaises, comprenant le Suriname et les Antilles néerlandaises. Au lieu de cela, Paulus Roelof Cantz'laar est installé comme premier gouverneur des Antilles néerlandaises.
De Veer quitte ses fonctions et prend sa retraite au Suriname. Il meurt à Paramaribo le 1er février 1838.

## Vie privée
Abraham de Veer épouse Dorothea Elisabeth van Uytrecht le 27 mai 1787. Elle est la fille de Caspar Lodewijk van Uytrecht et Poulina Ellis. Avec elle, il a une fille et trois fils. Après la mort de Dorothea en 1793, Abraham épouse Aletta Schotborgh le 9 avril 1797. Avec Aletta, il a quatre filles et quatre fils.

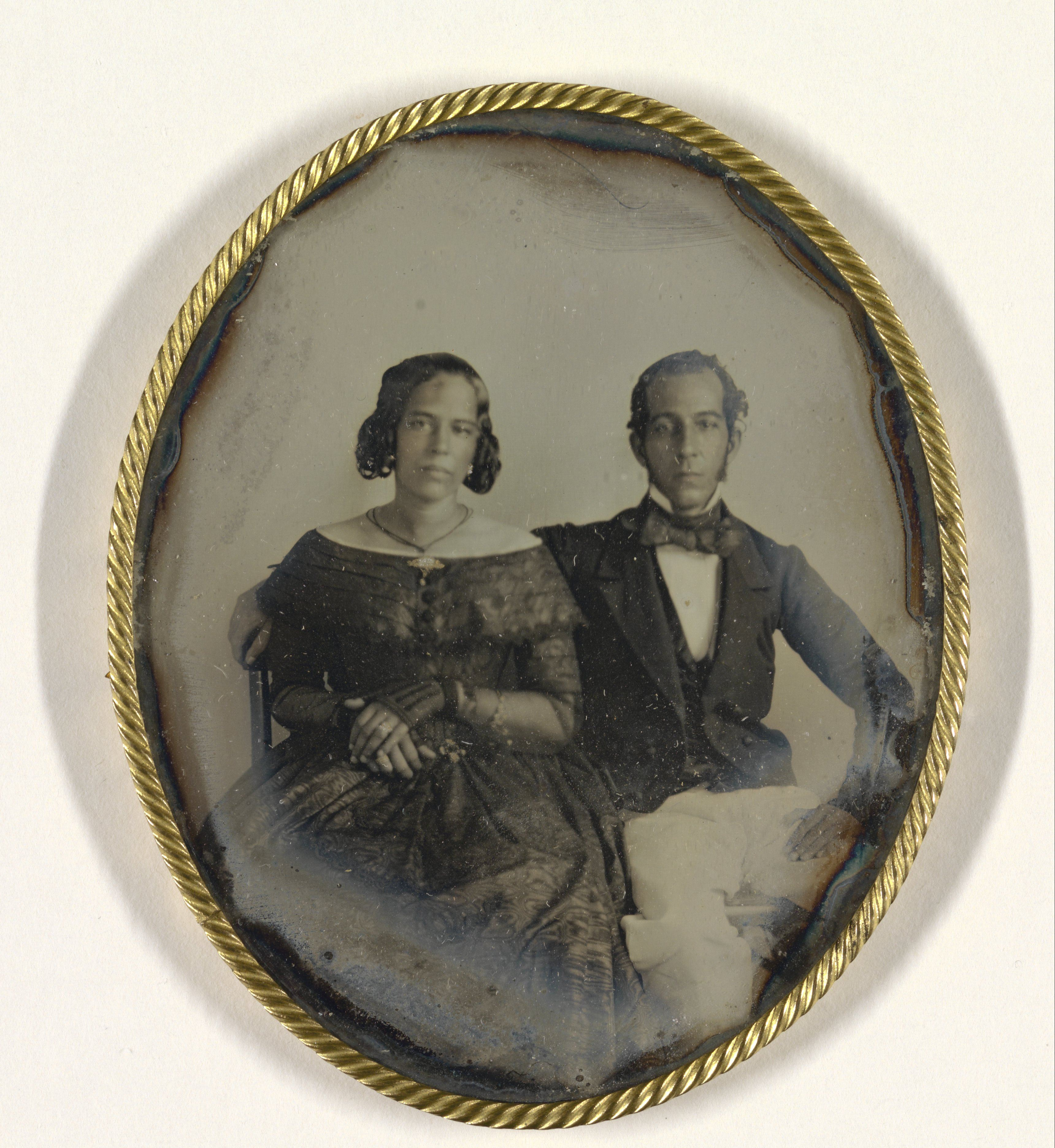
Le daguerréotype du fils d'Abraham, Johannes Ellis, et de sa femme Mary Louise Hart est le plus ancien daguerréotype connu du Suriname.

Pendant son mandat de gouverneur sur la Côte-de-l'Or néerlandaise, Abraham de Veer a un fils par union cassare avec Fanny, nommé Johannes. Il lui donne le nom de famille de sa belle-mère : Ellis. Abraham de Veer a emmené Johannes Ellis avec lui à Saint-Eustache et au Suriname. Un daguerréotype de Johannes Ellis et de son épouse Mary Louise Hart de 1846 est le plus ancien daguerréotype connu du Suriname. Johannes Ellis est le père du ministre néerlandais de la Marine Abraham George Ellis.